# 長福寺 (長野県木曽町)
長福寺（ちょうふくじ）は 長野県木曽郡木曽町福島にある臨済宗妙心寺派の寺院。山号は龍源山。
町内の興禅寺、大桑村の定勝寺とともに木曽三大寺のひとつ。「やまぼうしの咲く寺」として知られている。

## 歴史
大宝2年（702年）、木曽古道・薬師平付近に創建された天台宗の寺院が元と伝えられている。
『信州天桂派寺院記』によれば、永享2年（1430年）木曾豐方が開基し、鎌倉建長寺二十二世の竺隠白巌を招いて再興した。
永享8年（1436年）竺隠白巌が示寂した後、
『信濃史料』には「明応六年(1467年)、木曾長福寺の徒　天澤、浄智寺に掛塔して、後首座を勤む」とあり、
また『木曾世系図』には、木曾家豊の弟が長福寺住持とあるが、長福寺の寺伝では、何故か無住であったとされている。
この当時は、木曾家賢と木曾家豊が大桑村須原に本拠地を移していたため、一時期衰微したと考えられる。
永正年間（1504-1521年)、木曾義元が木曽福島に本拠地を戻して、先祖の報恩のために寺領を寄進し、仏殿なども修繕し、叔父である大本山妙心寺住持の信叔を招いて中興開山とし、臨済宗妙心寺派に改宗した。
このころ、福島村には富田山 龍源寺という寺があったが、長福寺と合併して龍源山 長福寺となった。
二世の一機、六世の高安、七世の澤堂智仁は妙心寺の勅使僧となっている。
永禄年間に木曾義昌は、木曾氏累代の霊廟を再建し、寺領や山林を寄進、また境内に武田信玄供養のための一石五輪塔を建立した。
永禄元年(1558年)、木曾義昌が木曽谷を支配していた時代に、家臣の桑原刑部右衛門尉重久が、久我郷に寺が無いことを嘆き、自らが開基となって堂宇を建立し、田畑を壱反四畝五歩を永代寄附し、長福寺から、六世の高安を勧請し、補陀落山 普門院が開山された。
天正18年（1590年）、木曾義昌は、徳川家康の関東移封に伴い、家康から下総国阿知戸に1万石を与えられて木曽谷を去った。その後、豊臣秀吉の重臣であった石川光吉が木曾代官となったが、木曾氏ゆかりの長福寺・興禅寺 (長野県木曽町)・定勝寺の三箇寺に対し、次のように保証した。
文禄3年（1594年）火災に遭い、伽藍を焼失したが、
文禄4年（1595年）、当時、木曽谷に帰って石川光吉の下代官となっていた山村良候によって再建された。
慶長5年（1600年）、木曾義利が改易された後は、山村氏の菩提寺となったため、境内には、山村良候と父の山村良利の墓所がある。
寛永6年（1629年）、山村良豊は、父の山村良勝の隠居を受けて家督を嗣いで木曾代官となったが、当時、六世住持となっていた高安は、元は木曾氏の一族でありながら江戸幕府の直参旗本となっていた釜戸馬場氏の出身であったためか仲が悪かったが、興禅寺の周谷とは昵懇であったことから、
寛永11年（1634年）に山村良勝が死去した時に、山村甚兵衛家は当主の菩提所を興禅寺に変更して埋葬することとなり、長福寺は山村甚兵衛家の内室方の菩提寺となった。
墓地中段にある宝篋印塔5基は、いづれも山村甚兵衛家の内室の墓碑である。
墓地上段にある、宝篋印塔5基のうち1基は、開基の木曾豐方のもので、裏に「永享四年子壬正月十三日」と刻まれており、定勝寺の壁書きの卒年月日と同じであるが、その当時に建てられた墓石とは認められていない。
他の4基のうち3基は、山村良候、山村良利、山村良道の墓と考えられているが、残り1基は山村氏の誰の墓石かは不明である。
承応元年(1652年)、それまで寺が無かった王滝村では庄屋の松原氏が開基となり、長福寺から六世の高安が、 鳳泉庵を開山した。
寛文5年(1665年)7月、開田村に釈迦如来像を本尊として、高安が見嶽山 源流菴を開基し、七世の澤堂智仁が開山した。
嘉永3年（1850年）、火災に遭遇し、昭和2年（1927年）には木曽福島町の大火により全焼した。
昭和2年(1927年)にも、大火が類焼した。
昭和40年（1965年）から、二十世の文隆によって、昭和42年（1967年）に総ヒノキ造りの山門、昭和48年（1973年）に方丈、昭和49年（1974年）に本堂、昭和58年（1983年）に鐘楼が再建され復興を遂げた。
境内には高遠石工の守屋貞治の手に成る石地蔵がある。
また本堂裏の小庭園は簡素でありながら趣があり、白砂の中に据えられた「臥牛石」は見事である。

## ギャラリー

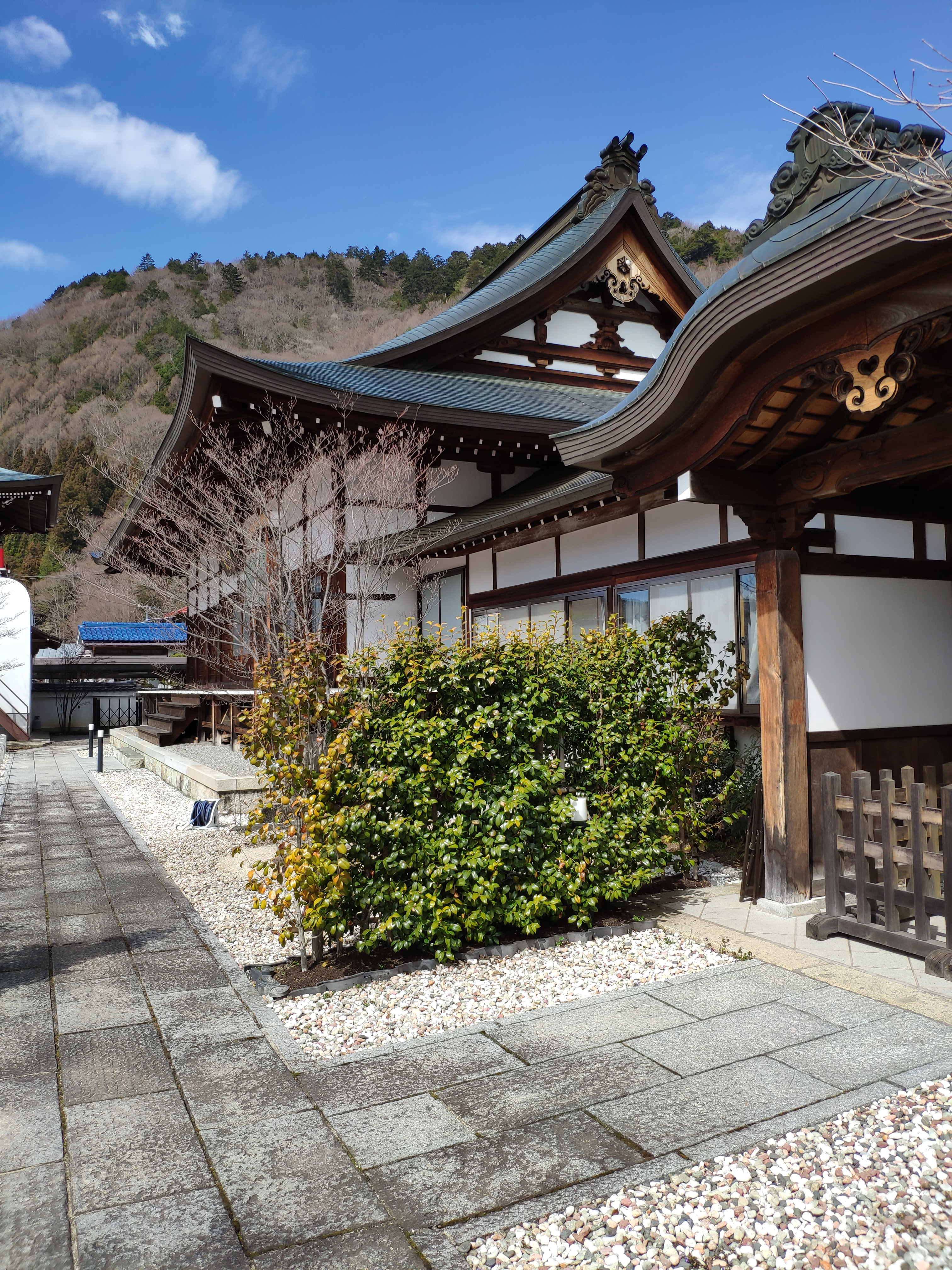
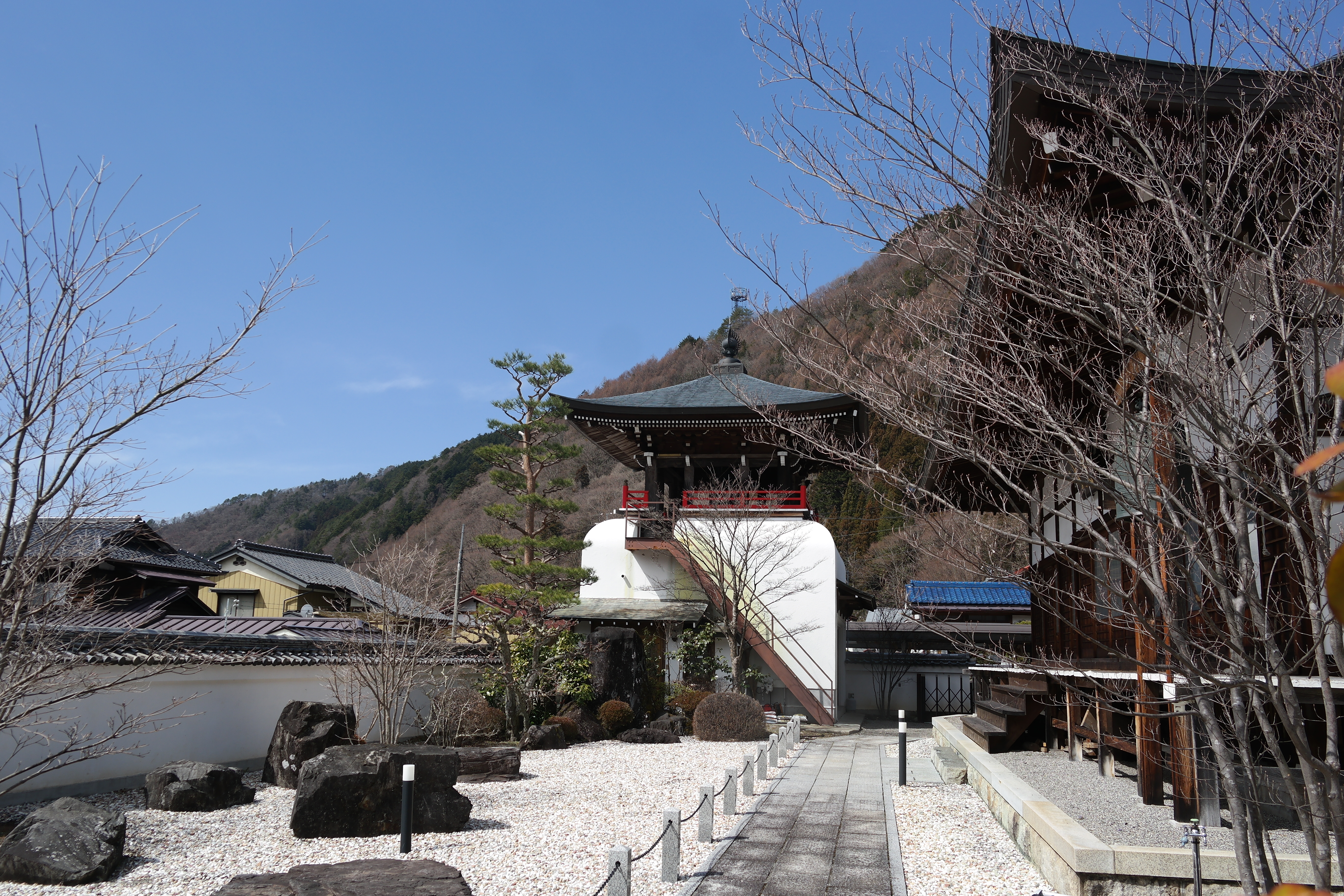
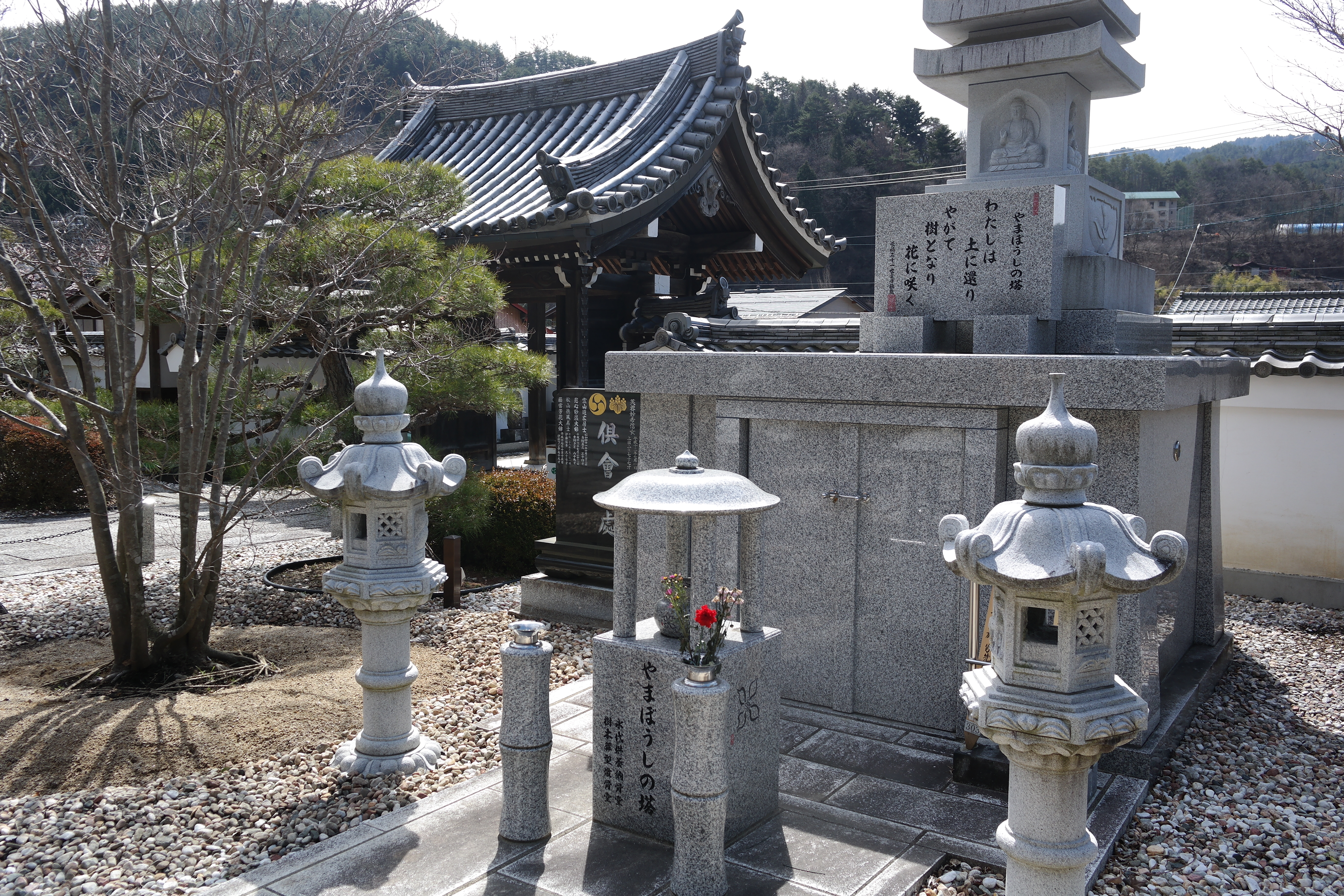
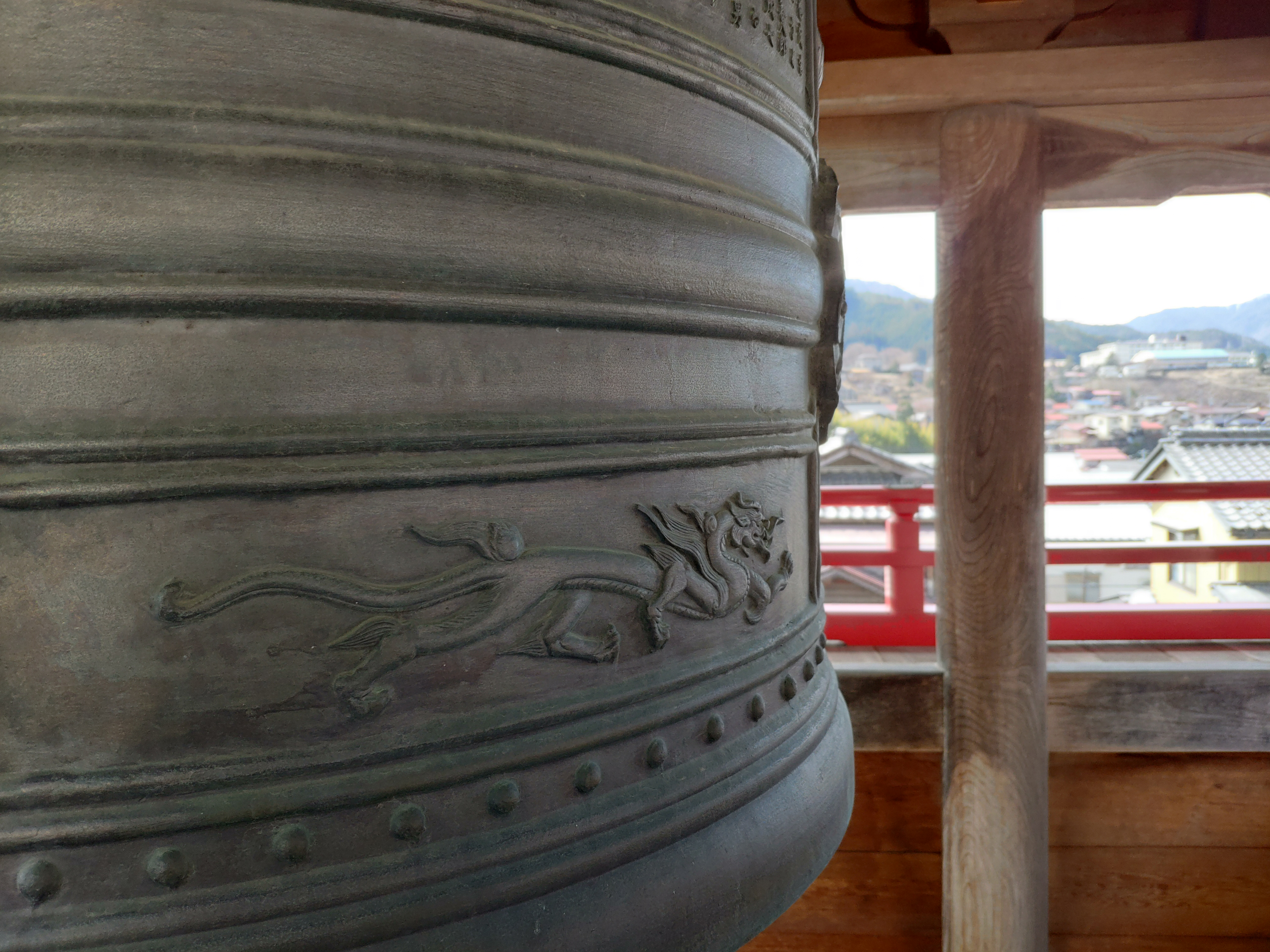
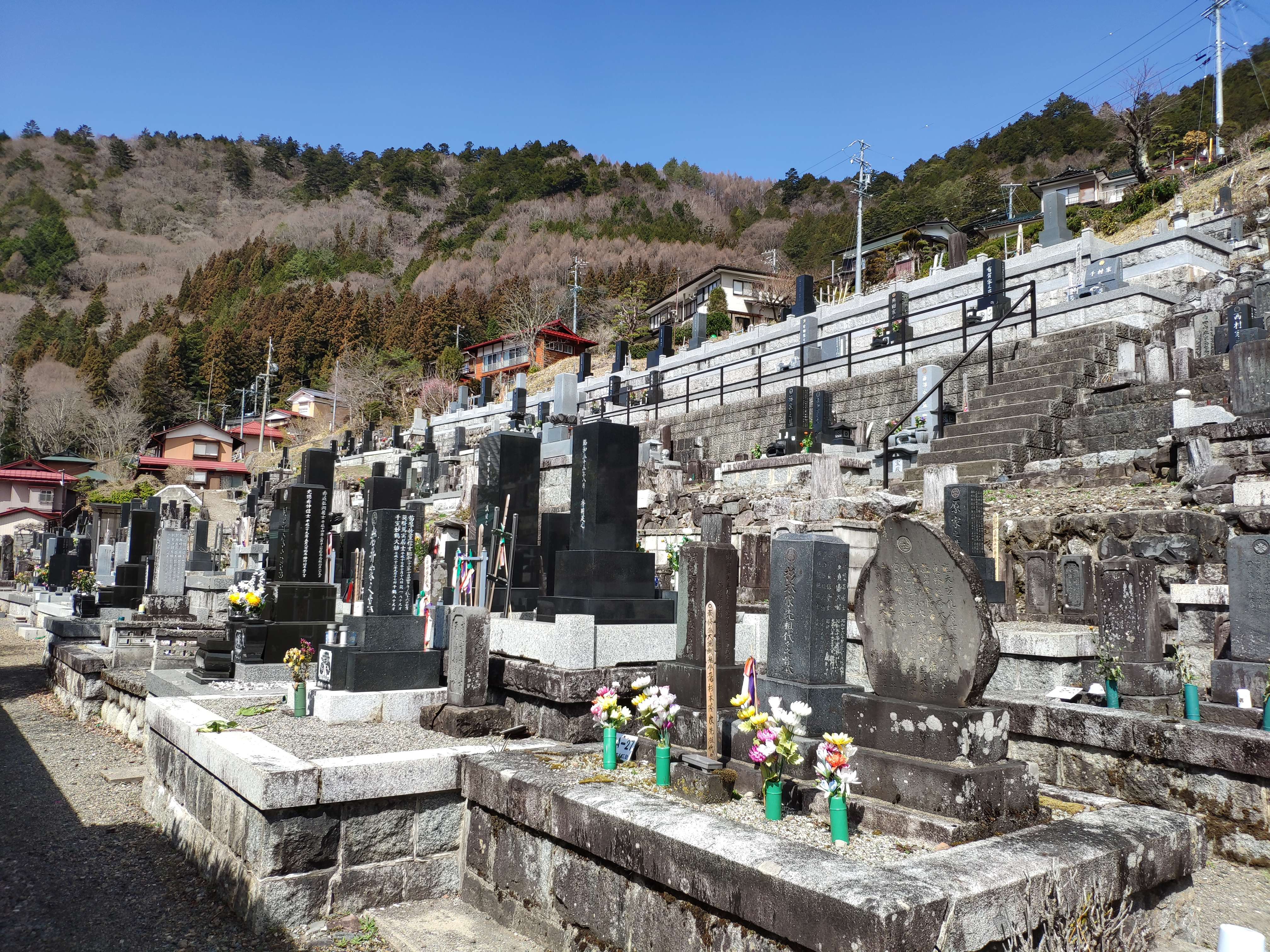
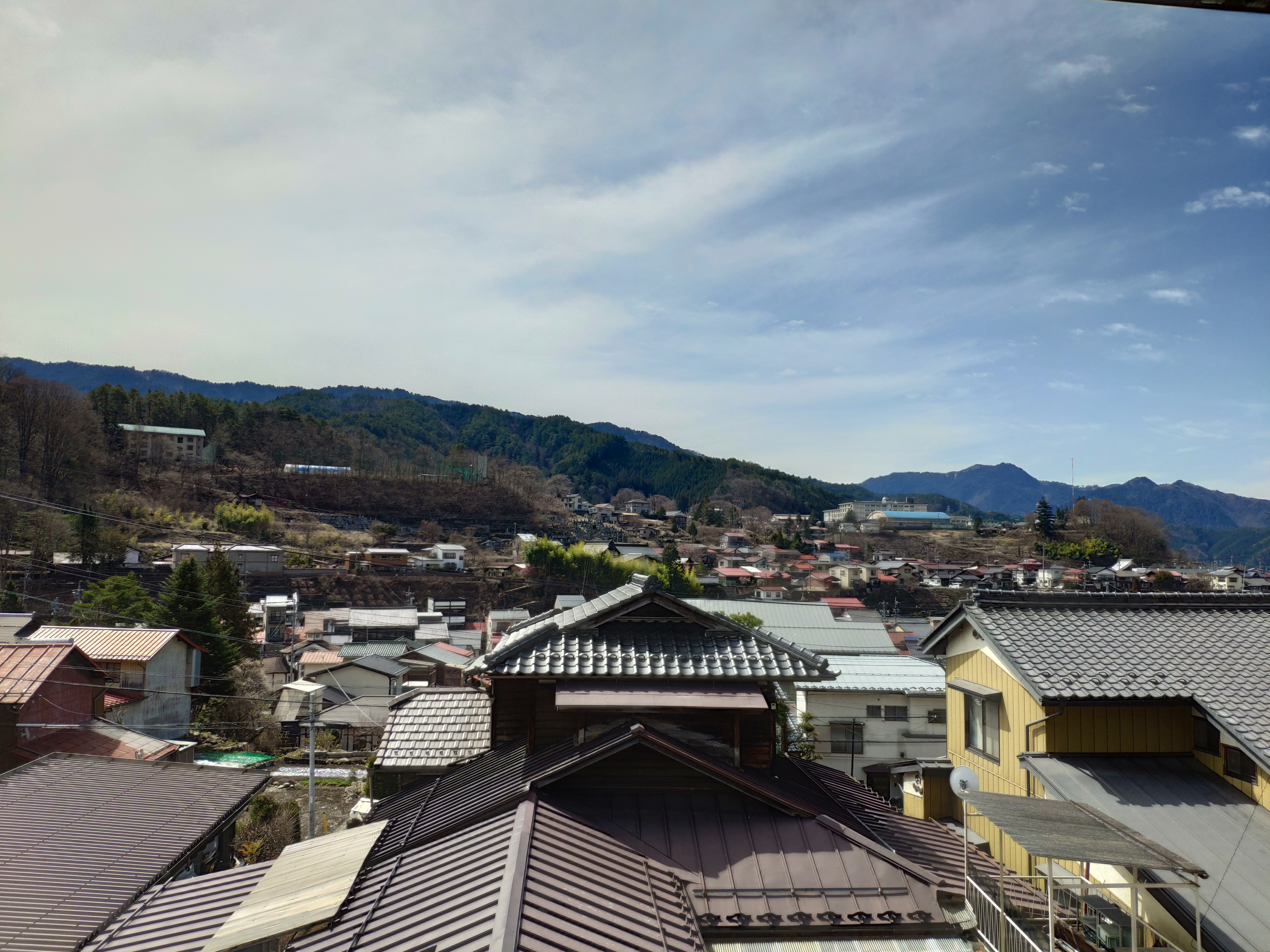

## 伽藍・境内
- 本堂
- 庫裡
- 小庫裡
- 山門
- 鐘楼
- 方丈
- 位牌堂・書院
- 庭園
- 木曽家墓所
- 山村家墓地
- 武田信玄供養塔
- 守屋貞治作の石地蔵

## 末寺
- 大通寺 (長野県木曽町)
- 源流寺 (長野県木曽町)[6]
- 普門寺 (長野県木曽町)
- 大泉寺 (長野県木曽町)
- 鳳泉寺 (長野県王滝村)
- 永昌寺 (中津川市)